# Крихівці
Крихівці — село в Україні, в Івано-Франківському районі, Івано-Франківської області. Входить до складу Івано-Франківської міської громади.

## Географічні дані
Загальна площа земель с. Крихівці — 848 га, з них під військовими об'єктами 214 га, а ще 44 га віддано під садово-городні кооперативи. Станом на 31.10.2019 року у селі мешкає 10000 осіб, на обліку сільської ради 1570 господарства, багатоквартирні будинки.
Село розташоване на правому березі річки Млинівки та за кілька кілометрів від Бистриці Солотвинської. Через село проходить автотраса Івано-Франківськ—Богородчани—Гута.

## Назва
Кресала на гербі символічно уособлюють основну версію походження історичної назви поселення Крехівці - від слова «КРЕС». Ім'я Крех, яке лежить у корені Крехівців, є похідним від праслов'янського автохтонного скороченого власного імені Крес. Найглибше значення кореня КРЕС (крес, кгезь) — це життя, творення, повернення до життя. «Кресати вогонь» - означало оживляти, повертати до життя, творити, відроджувати, воскрешати. Назва Крехівці напряму пов’язана із культом Воскресіння, у християнстві - з центральною подією - Воскресінням Ісуса Христа як надії на воскресіння мертвих.

## Історія
З 1236 року село у володіннях лицаря Гуйда Мармарошського воєводи з роду Драго-Сасів в землях короля Данила Галицького.
Згадується як Крехівці (Crechowcze) 21 вересня 1441 року у книгах галицького суду. Цей рік і вважається роком заснування села. У 1691—1751 роках село належало магнату Йосипу Потоцькому. У 1918—1952 роках парохом села був о. Іван Ісаїв.
Село пов'язують з козацьким полковником, першим генеральним писарем часів Хмельниччини Іваном Креховецьким.
24 липня 1917 року відбулася Битва на Криховецьких полях, яка вважається поляками одним зі зразків їхньої військової звитяги.
Рішенням № 96 Івано-Франківського обласного виконавчого комітету від 16.03.1982р. «Про зміни в адміністративно-територіальному устрою міста Івано-Франківська та Тисменицького району» Крихівецька сільська рада підпорядкована Івано-Франківській міській раді.
До 2020 року адміністративно-територіальна одиниця в складі м. Івано-Франківська (один з південних районів; Криховецька сільська рада у складі м. Івано-Франківська).

## Населення
Станом на початок XX століття у селі проживало: 1396 українців, 77 поляків, 39 євреїв.
У 1939 році в селі проживало 2310 мешканців, з них 1 670 українців, 610 поляків і 30 євреїв
Станом на 1 січня 2011 року у селі мешкало 5030 осіб, на обліку сільської ради 1570 господарства, 23 багатоквартирні будинки.
Станом на 1 лютого 2019 року у селі мешкає понад 9500 осіб, на обліку Крихівецької сільської ради 4718 господарств, 65 багатоквартирних будинків.
На місці радянської військової частини в центральній частині села та в долині річки збудовано житловий комплекс Калинова слобода (багатоквартирні будинки).
Збудований також новий житловий масив «Сонячний» (загальна кількість квартир: 514). .

### Мова
Розподіл населення за рідною мовою за даними перепису 2001 року:
| Мова            | Кількість | Відсоток |
| --------------- | --------- | -------- |
| українська      | 4056      | 98.33%   |
| російська       | 57        | 1.38%    |
| білоруська      | 3         | 0.07%    |
| румунська       | 2         | 0.05%    |
| німецька        | 1         | 0.02%    |
| інші/не вказали | 6         | 0.15%    |
| Усього          | 4125      | 100%     |

## Економіка
У селі діє ринок з продажу автомобільних запчастин, автомобільна газо- та бензозаправна станція, льодова арена, аквапарк, продовольчі магазини місцевих підприємців.

## Релігійні громади
Громада УГКЦ: церква Успіння Пр. Богородиці — пам'ятка архітектури місцевого значення під охоронним № 466. Настоятель о. Володимир Чорній. Храмове свято — 28 серпня.
Громада УГКЦ: церква Святих Кирила і Методія. Настоятель о. Йосафат Бойко, ВС. Храмове свято — 24 травня.
Громада УГКЦ: церква Всіх святих.

## Освіта
У 1885 році у селі відкрито 2-х класну народну школу.
У 1994 році сільська школа отримала статус середньої. Протягом 2006—2011 років у школі відбувся ремонт, а 21 вересня 2010 вона була освячена.
В селі існує дві бібліотеки.

## Культура
У селі існує монумент борцям за волю України, який був оновлений у 2007 році. На ньому викарбувані імена усіх мешканців села, які загинули в лавах радянської армії, ОУН-УПА, січових стрільців.
В місцевому Народному домі працює драматичний театр.

## Спорт
В селі існує місцевий стадіон з критою трибуною на 700 місць та спортивний зал місцевої школи.

## Галерея

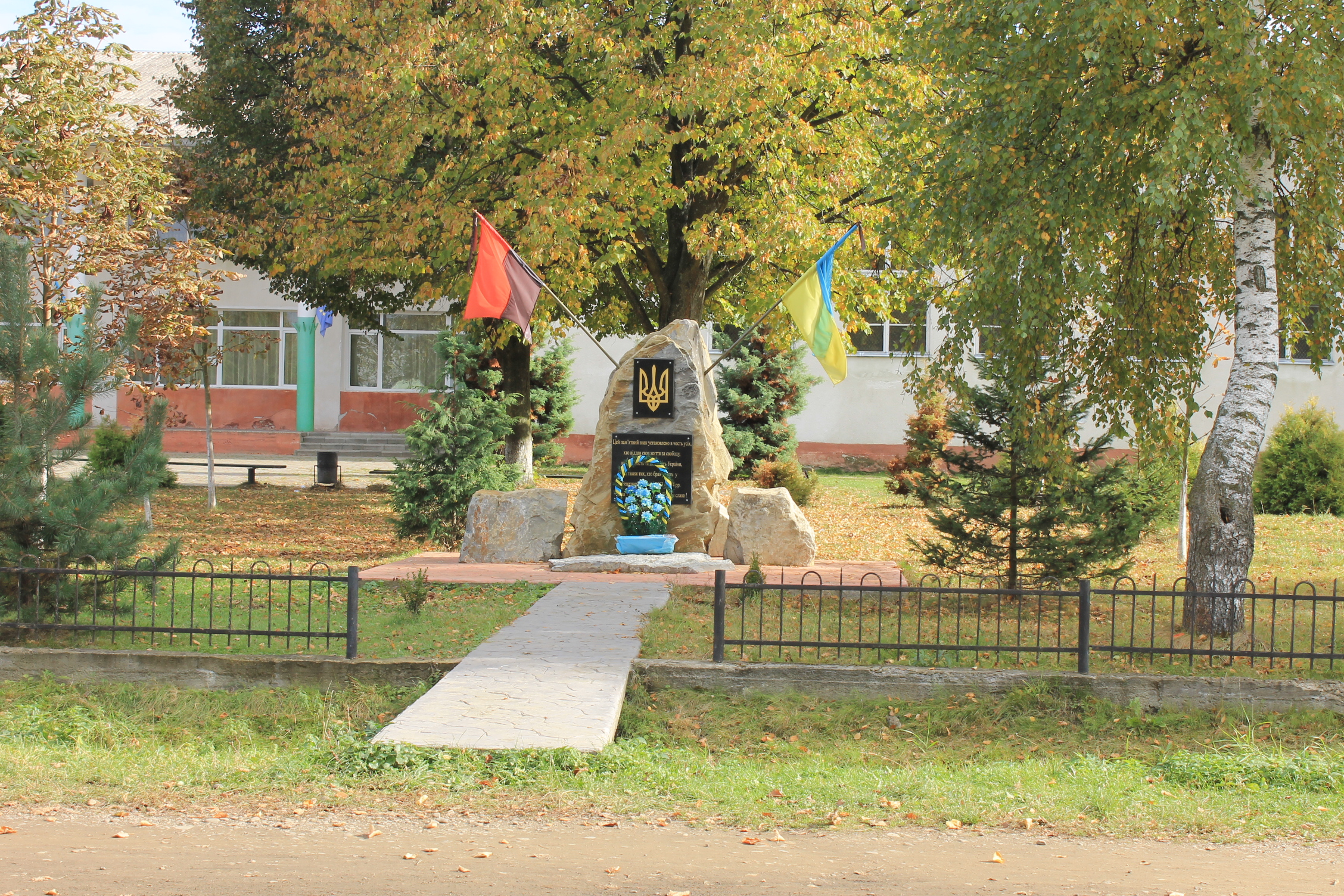
Могила борцям за волю України
Церква Святих Кирила і Методія
Пам'ятник Т. Шевченку
Капличка
Народний дім
Монастир Воплоченого Слова
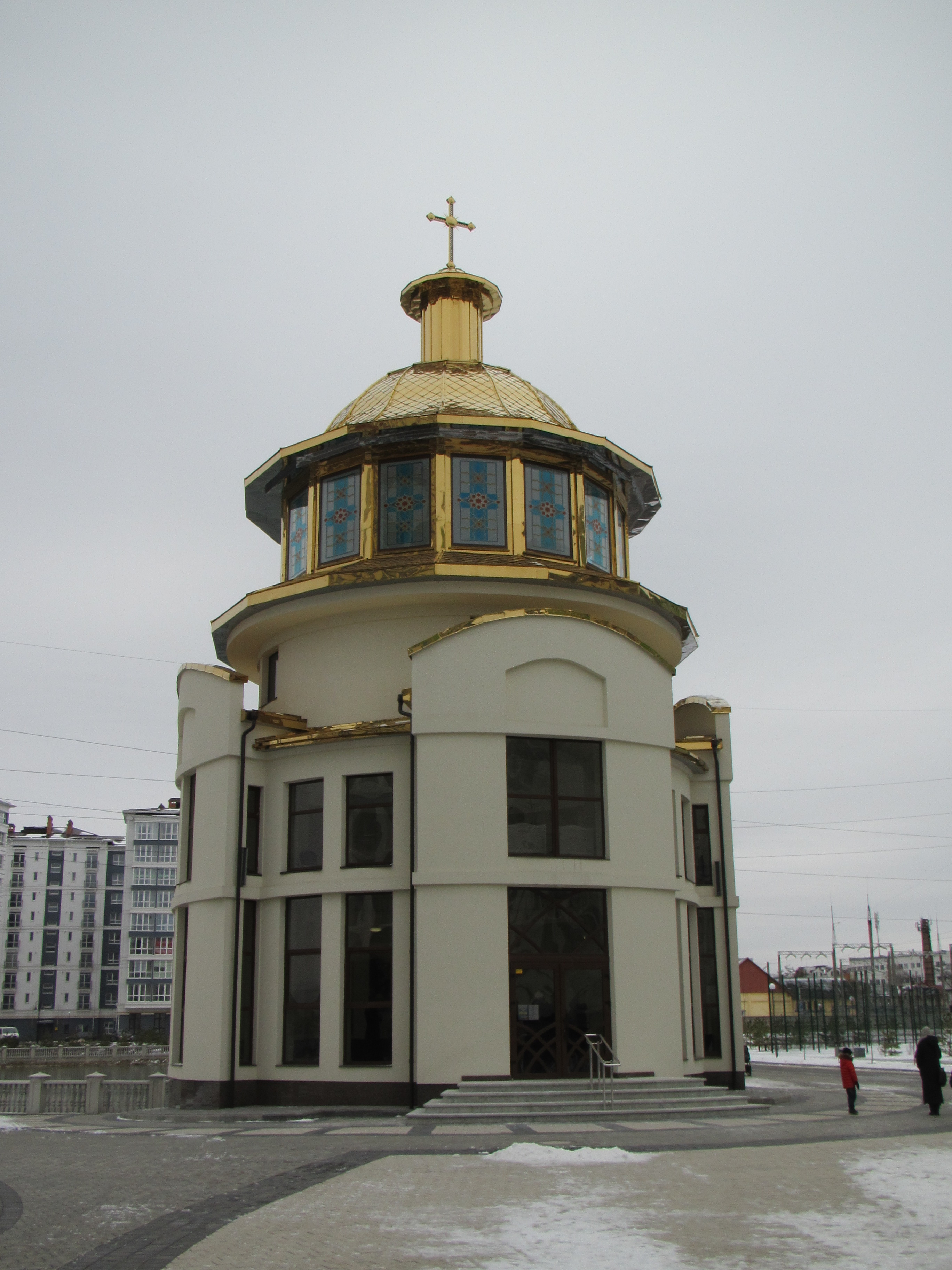
Церква Всіх Святих

## Люди
- Чомко Ярослав Степанович (1984—2015) — молодший лейтенант ЗСУ, учасник російсько-української війни.
- Іван Демкович-Креховецький — перший генеральний писар Богдана Хмельницького, полковник Корсунського полку гербу Сас.
- Ручкан Євген Васильович (нар. 1963) — радянський та український футболіст.
- Петро Ісаїв — український історик, викладач, громадський активіст
- Опар Роман - депутат Крихівецької сільської ради сьомого демократичного скликання, активіст та випускник Прикарпатського національного університету ім. Василя Стефаника.
- Богдан Трофимович - фірман